# Lamel (mycologie)

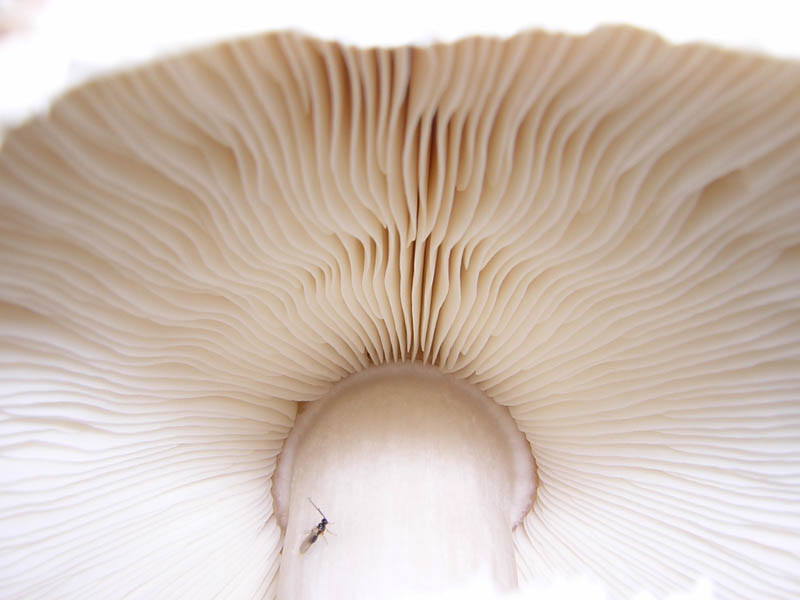
Lamellen van een parasolzwam (Lepiota)

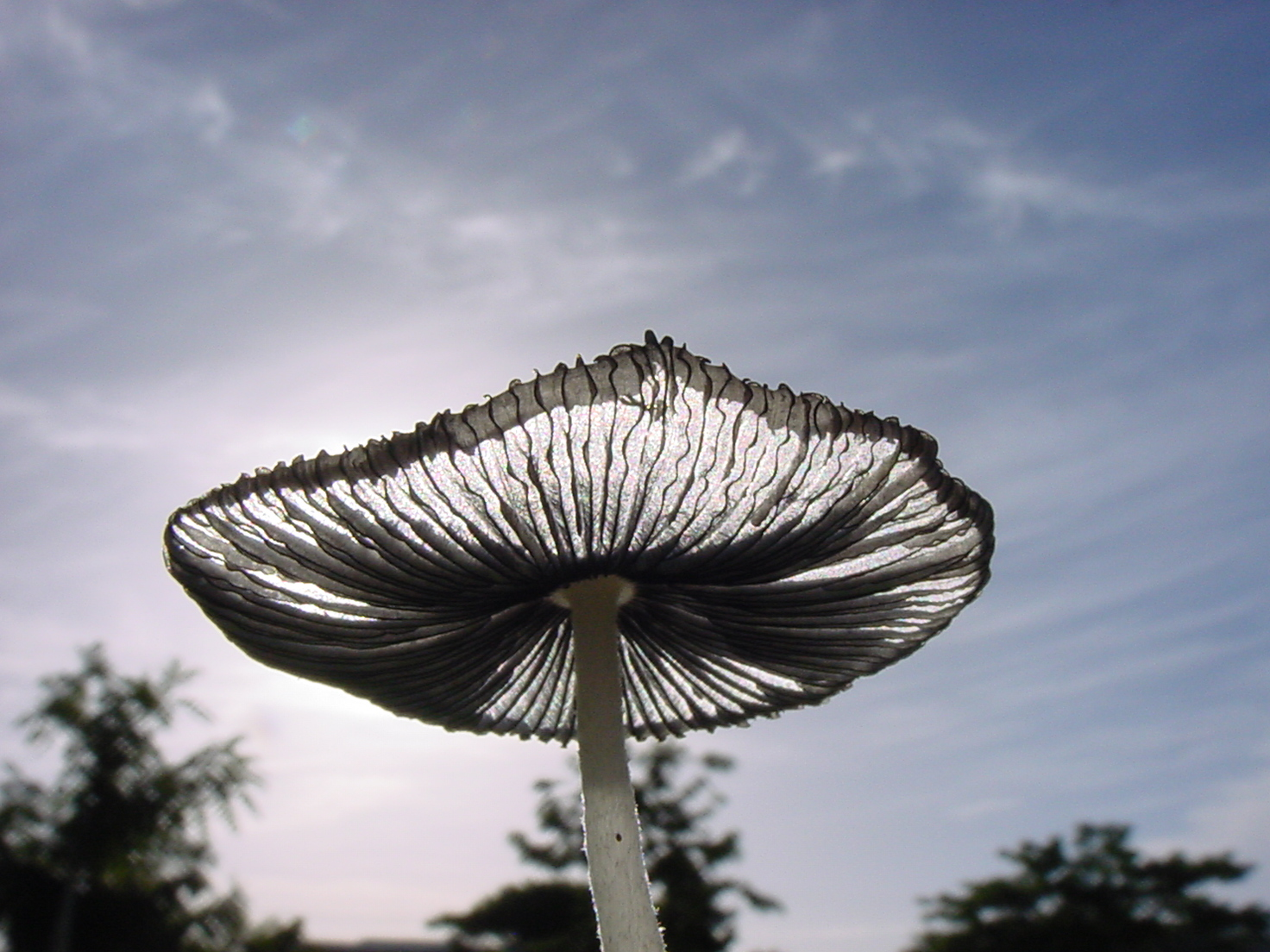
Paddenstoellamellen zichtbaar gemaakt door backlight.

Een lamel of plaatje is een van de papierachtige ribben onder de hoed van een paddenstoel, meestal van het type plaatjeszwam. Er zijn echter ook andere soorten die lamellen als kenmerk hebben en die niet tot de Agaricales behoren. Het is niet duidelijk of dit een convergente evolutie is (de lamelstructuur is gescheiden ontstaan) of dat het gezamenlijk ontstaan is.
Andere groepen die lamellen als kenmerk hebben:
- De geslachten Russula en Lactarius van de Russulales.
- Verschillende soorten van de Boletales, zoals Paxillus, Gomphidius, Chroogomphus, Tapinella atrotomentosa en de Hygrophoropsis aurantiaca
- De Cantharellaceae

De lamellen zijn het hymenofoor van de paddenstoel: op deze organen bevindt zich namelijk het kiemvlies. Zowel de kleur, de vorm als de manier waarop de lamellen aan de steel zijn aangehecht kunnen kenmerkende eigenschappen zijn die meehelpen om een paddenstoel te determineren.

## Taxonomische kenmerken
Zowel de kleur, de vorm en de manier van aanhechting van de lamellen aan de steel zijn kenmerkende eigenschappen die meehelpen om een paddenstoel macroscopisch (met het blote oog waarneembaar) te determineren.

### Kleur
Bij sommige paddenstoelsoorten hebben de lamellen een typische grondkleur die secundair door de rijpende sporen verkleurd wordt. Zo is bijvoorbeeld bij de Cortinarius  (Gordijnzwam) de grondkleur meestal lila en pas later verandert de kleur door de sporen in roestbruin.

### Vorm
De volgende afbeeldingen beschrijven ontwikkelingen in de lamelvormen. Tussenvormen van deze voorbeelden komt men regelmatig tegen. De lamellen kunnen ook een gezaagde vorm hebben.

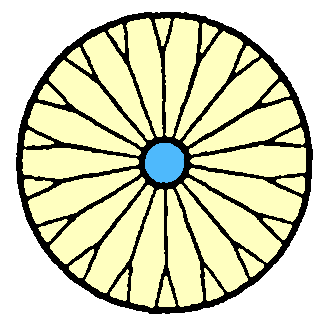
gevorkt
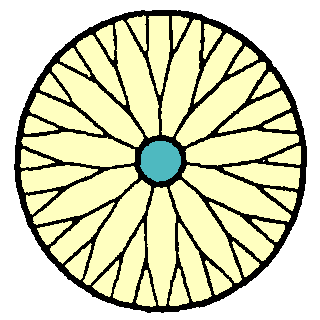
vertakt
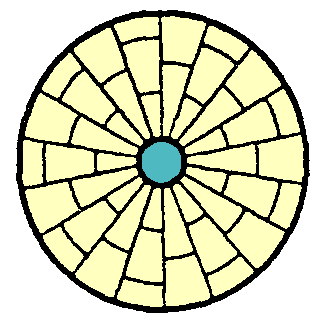
met anastomosis
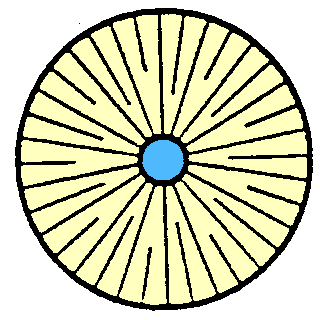
met lamellulae
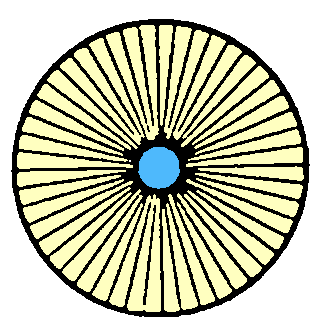
dicht, gedrongen
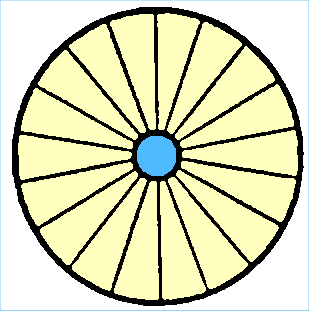
breed

### Aanhechting van de lamellen aan de steel
Naast de afgebeelde aanhechtingsvormen bestaan ook nog als type uitpuilend, bijna vrij, bochtig aangehecht, breed aangehecht, aangehecht met een kraagje, etc.

vrij of afstaand (free)
aangehecht (adnex)
aangegroeid of smal aangehecht (adnate)
gespleten (seceding)
uitgebocht (emarginate)
aflopend met een tandje (Sinuate)
subdecurrent
afnemend of aflopend (decurrent)